# Quaëdypre

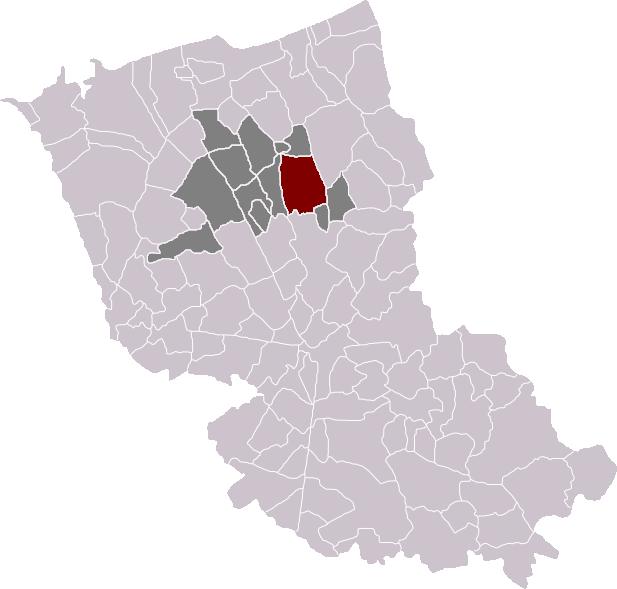
Localització de Quaëdypre

Quaëdypre  (en neerlandès Kwaadieper) és un municipi francès, situat a la regió dels Alts de França, al departament del Nord, que forma part de la Westhoek. L'any 2006 tenia 1.132 habitants. Limita al nord-oest amb Bergues, al nord amb Hoymille, al nord-est amb Warhem, a l'oest amb Socx, a l'est amb West-Cappel, al sud-oest amb Esquelbecq, al sud amb Wormhout i al sud-est amb Wylder.

## Demografia
| 1962                                       | 1968 | 1975 | 1982  | 1990  | 1999  |
| ------------------------------------------ | ---- | ---- | ----- | ----- | ----- |
| 931                                        | 888  | 919  | 1.007 | 1.111 | 1.158 |
| Des de 1962: població sense dobles comptes |      |      |       |       |       |

## Administració
| Període | Identitat     | Partit |
| ------- | ------------- | ------ |
| 2001-   | André Reumaux |        |

## Personatges il·lustres
- Pierre Everaert, ciclista